# Fijifiorinia oconnori
Fijifiorinia oconnori är en insektsart som beskrevs av Williams och Watson 1988. Fijifiorinia oconnori ingår i släktet Fijifiorinia och familjen pansarsköldlöss.
Artens utbredningsområde är Fiji. Inga underarter finns listade i Catalogue of Life.